# Episodi di Ugly Americans (seconda stagione)
La seconda stagione della serie animata Ugly Americans, composta da 17 episodi, è stata trasmessa negli Stati Uniti, da Comedy Central, dal 30 giugno 2011 al 25 aprile 2012.
In Italia la stagione viene trasmessa dal 3 luglio al 31 luglio 2025 su Comedy Central.
| nº | Codice di produzione | Titolo originale                  | Titolo italiano                    | Prima TV USA      | Prima TV Italia |
| -- | -------------------- | --------------------------------- | ---------------------------------- | ----------------- | --------------- |
| 1  | 203                  | Wet Hot Demonic Summer            | Una calda e umida estate demoniaca | 30 giugno 2011    | 3 luglio 2025   |
| 2  | 202                  | Callie and Her Sister             | Callie e sua sorella               | 7 luglio 2011     | 4 luglio 2025   |
| 3  | 205                  | Ride Me to Hell                   | Portami all'inferno                | 14 luglio 2011    | 8 luglio 2025   |
| 4  | 201                  | G. I. Twayne                      | G. I. Twayne                       | 21 luglio 2011    | 9 luglio 2025   |
| 5  | 206                  | The Ring of Powers                | L'anello del potere                | 28 luglio 2011    | 10 luglio 2025  |
| 6  | 208                  | Attack of Mark's Clone            | L'attacco del clone                | 4 agosto 2011     | 11 luglio 2025  |
| 7  | 207                  | Wail Street                       | Wail Street                        | 11 agosto 2011    | 15 luglio 2025  |
| 8  | 209                  | Little Ship of Horrors            | La piccola crociera degli orrori   | 18 agosto 2011    | 16 luglio 2025  |
| 9  | 212                  | Lilly and the Beast               | Lilly e la bestia                  | 25 agosto 2011    | 17 luglio 2025  |
| 10 | 210                  | Mummy Dearest                     | Cocco di mamma                     | 1° settembre 2011 | 18 luglio 2025  |
| 11 | 213                  | Journey to the Center of Twayne   | Viaggio al centro di Twayne        | 14 marzo 2012     | 22 luglio 2025  |
| 12 | 211                  | Any Given Workday                 | Un qualsiasi giorno di lavoro      | 21 marzo 2012     | 23 luglio 2025  |
| 13 | 214                  | The Roast of Twayne the Boneraper | Il Roast di Twayne Boneraper       | 28 marzo 2012     | 24 luglio 2025  |
| 14 | 216                  | Mark Loves Dick                   | Il nuovo amore di Mark             | 4 aprile 2012     | 25 luglio 2025  |
| 15 | 204                  | The Stalking Dead                 | L'alba dei morti fingenti          | 11 aprile 2012    | 29 luglio 2025  |
| 16 | 215                  | The Dork Knight                   | Il cacasotto oscuro                | 18 aprile 2012    | 30 luglio 2025  |
| 17 | 217                  | Fools for Love                    | Pazzi per amore                    | 25 aprile 2012    | 31 luglio 2025  |